# Euphoria discicollis
Euphoria discicollis är en skalbaggsart som beskrevs av Thomson 1878. Euphoria discicollis ingår i släktet Euphoria och familjen Cetoniidae. Inga underarter finns listade i Catalogue of Life.